# Thierry Gilardi

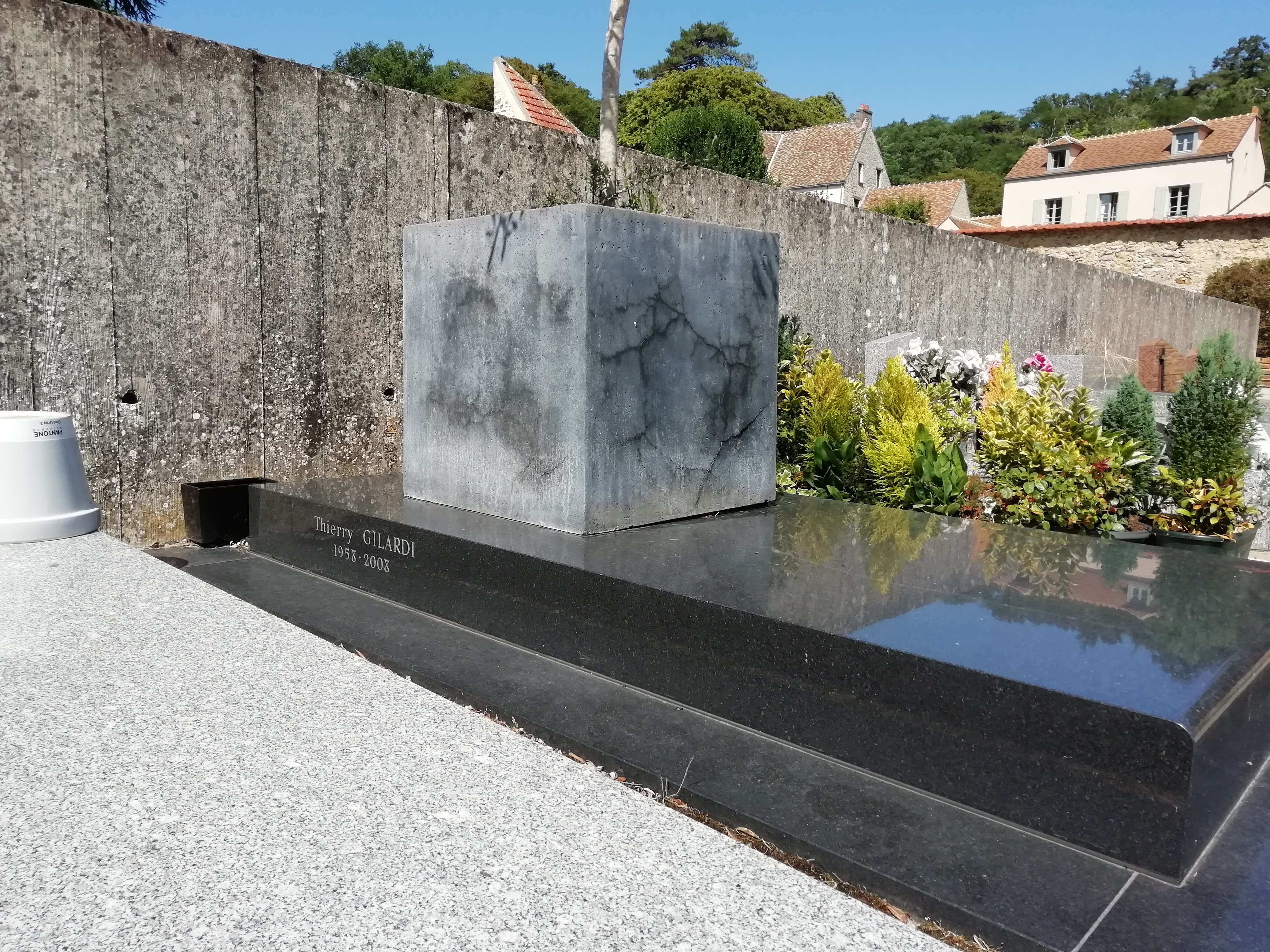
Grab von Thierry Gilardi

Thierry Gilardi (* 26. Juli 1958 in Saint-Germain-en-Laye; † 25. März 2008 in Le Port-Marly, Département Yvelines) war ein französischer Fernsehjournalist und Sportkommentator, hauptsächlich für Fußball und Rugby.
Der von Kindesbeinen an sportinteressierte Gilardi spielte beim Verein seiner Geburtsstadt, seit er elf Jahre alt war, 15er-Rugby und betrieb diesen Sport bis zu seinem 28. Lebensjahr. Nach Erlangung seines Diploms am Pariser Institut für politische Wissenschaften begann er 1982 seine journalistische Laufbahn bei France Inter, wo er schnell regelmäßig als Radioreporter bei Fußballübertragungen eingesetzt wurde.

## Bei Canal+
1987 kam er zum Bezahlfernsehsender Canal+, wo er anfänglich weiter als Reporter arbeitete, bis man ihm ab 1992 die Moderation der Sendungen Jour de Foot (bis 1995) und L’Équipe du dimanche (1995–2002) anvertraute; von 2002 bis 2005 leitete er zusammen mit dem Gastexperten Michel Platini auch die Sendungen von Canal+ über die Champions League. Außerdem kam er bei den Fernsehübertragungen von den Olympischen Sommerspielen 1992, 1996, 2000 und 2004 zum Einsatz.
Von 1997 bis 1999 war er bei dem Sender Chef der Fußballredaktion, anschließend bis 2001 Chef vom Dienst und Leiter der gesamten Sportsparte.

## Zurück beim staatlichen Fernsehen
2005 trat Thierry Gilardi die Nachfolge von Thierry Roland bei TF1 an. Dort präsentierte er die quotenstarke Sendung Téléfoot über die Spiele der ersten französischen Liga und die Länderspiele der französischen Nationalmannschaft, unter anderem bei der Weltmeisterschaft in Deutschland. Experte an seiner Seite war bis zuletzt Jean-Michel Larqué.
Dort konnte er endlich auch seinen Lieblingssport präsentieren – „Fußball ist mein Beruf geworden, aber Rugby meine Leidenschaft geblieben“ –, insbesondere in der Sendung Télérugby sowie als Reporter während der Rugby-WM 2007 an der Seite seines Kollegen Thierry Lacroix.
Der dreifache Vater, der bis Anfang der 1990er Vorsitzender des Rugbyklubs von Saint-Germain-en-Laye und von 1997 bis zu seinem Tod Vizepräsident von Stade Français CASG war, starb in seinem 50. Lebensjahr an Herzversagen. Zu seinen Ehren trug der französische Fußballnationalspieler Franck Ribéry während des Länderspiels gegen England – diese Begegnung sollte Thierry Gilardi eigentlich für TF1 kommentieren – am Tag nach dessen Tod ein T-Shirt, auf dem er des Sportjournalisten gedachte, für den sich die Zuschauer im Stade de France bereits vorher zu einer Gedenkminute erhoben hatten. Diese Aufschrift zeigte Ribéry dem Publikum anstelle eines Torjubels, nachdem er in diesem Spiel einen Treffer erzielt hatte. Auch in der französischen Rugbymeisterschaft ehrten Zuschauer und Spieler den Verstorbenen.